# Papuagrion flavipedum
Papuagrion flavipedum là một loài chuồn chuồn kim trong họ Coenagrionidae.
Papuagrion flavipedum được Lieftinck miêu tả khoa học năm 1949.